# Vouhenans
Vouhenans é uma comuna francesa na região administrativa de Borgonha-Franco-Condado, no departamento de Alto Sona. Estende-se por uma área de 8,36 km². Em 2010 a comuna tinha 385 habitantes (densidade: 46,1 hab./km²).